# Matsuno Chikanobu
Matsuno Chikanobu est un nom japonais traditionnel ; le nom de famille (ou le nom d'école), Matsuno, précède donc le prénom (ou le nom d'artiste).
Matsuno Chikanobu (松野親信)
(actif entre 1704 et 1716) est un peintre japonais de l'école Kaigetsudō d’ukiyo-e.

## Biographie
Sa biographie demeure mystérieuse, et sa véritable identité est toujours sujette à quelques doutes. On connaît de lui une douzaine de peintures.

## Style
Il semble qu'il fut l'un des peintres les plus populaires de son temps, et son œuvre, très proche du style Kaigetsudō, consiste essentiellement en bijin-ga (portraits de jolies femmes), mettant en valeur des kimonos ornés de couleurs chatoyantes.
Ses œuvres présentent cependant quelques conventions stylistiques personnelles. Ainsi par exemple, le gros orteil relevé vers le haut, qui apparaît sur plusieurs de ses peintures, en accord avec certains canons de beauté de l'époque, tels qu'exprimés par Ihara Saikaku dans son roman Vie d'une amie de la volupté. 
On pense qu'il travailla en association avec Baioken Eishun, un autre artiste de style Kaigetsudō, au style fort proche.